# Dominic Carter
Dominic Carter (Liverpool, 17 aprile 1966) è un attore britannico.

## Biografia
Carter esordisce verso la metà degli anni novanta, prendendo parte in piccoli ruoli a svariate produzioni televisive britanniche, come Pie in the Sky, Metropolitan Police, Dalziel and Pascoe e Black Books. Nel 1999 ha un ruolo in Dockers, film per la televisione prodotto da Channel 4, mentre nel 2005 è tra i protagonisti di Derailed, film della BBC1 incentrato sul disastro ferroviario di Ladbroke Grove. Nel 2006 interpreta Tiggsy Willis nella serie Drop Dead Gorgeous, mentre tra il 2008 e il 2009 dà il volto al personaggio ricorrente di Hooch in Coronation Street.
Nel 2011 entra a far parte del cast della serie televisiva HBO Il Trono di Spade (Game of Thrones) sin dalla prima stagione, nel ruolo di Janos Slynt, comandante della Guardia cittadina. Carter interpreta Slynt anche nella seconda stagione, dove il suo personaggio viene allontanato. Dopo l'assenza di un anno, Carter ritorna nelle vesti di Janos Slynt anche nella quarta e nella quinta stagione della serie, questa volta come membro dei Guardiani della notte.

## Filmografia

### Cinema
- Going Off Big Time, regia di Jim Doyle (2000)
- Charlie Noades R.I.P., regia di Jim Doyle (2011)
- The Children Act - Il verdetto (The Children Act), regia di Richard Eyre (2017)
- Together, regia di Paul Duddridge (2018)

### Televisione
- Soldier Soldier – serie TV, 1 episodio (1995)
- No Bananas – miniserie TV, 1 episodio (1996)
- Pie in the Sky – serie TV, 1 episodio (1996)
- Metropolitan Police (The Bill) – serie TV, 4 episodi (1996-2008)
- Dalziel and Pascoe – serie TV, 1 episodio (1997)
- Get Real – serie TV, 1 episodio (1998)
- Dockers – film TV (1999)
- Black Books – serie TV, 1 episodio (2000)
- Mersey Beat – serie TV, 1 episodio (2001)
- Eyes Down – serie TV, 1 episodio (2003)
- Coming Up – serie TV, 1 episodio (2003)
- Derailed – film TV (2005)
- Holby City – serie TV, 2 episodi (2006, 2018)
- My Family – serie TV, 1 episodio (2006)
- Drop Dead Gorgeous – serie TV, 6 episodi (2006-2007)
- Doctors – serie TV, 4 episodi (2006, 2013, 2015, 2017)
- Coronation Street – serie TV, 19 episodi (2008-2009)
- The Case – serie TV, 5 episodi (2011)
- Il Trono di Spade (Game of Thrones) – serie TV, 15 episodi (2011-2015)
- Moving On – serie TV, 1 episodio (2014)
- Guilt – serie TV, 1 episodio (2016)
- Murdered for Being Different – film TV (2017)
- Il giovane ispettore Morse (Endeavour) – serie TV, 1 episodio (2018)
- Friday Night Dinner – serie TV, 1 episodio (2018)
- Gli irregolari di Baker Street (The Irregulars) – serie TV, 1 episodio (2021)
- Il giro del mondo in 80 giorni (Around the World in 80 Days) – serie TV, 1 episodio (2021)
- The Responder – serie TV, 2 episodi (2022-2024)
- Casualty – serie TV, 1 episodio (2022)
- Crossfire – miniserie TV, 1 puntata (2022)